# وودستاک، ویکتوریا
وودستاک (به انگلیسی: Woodstock) یک شهرک در استرالیا است که در ویکتوریا (استرالیا) واقع شده‌است.